# Joan Salvador Collado
Joan Salvador Collado (1913 - Barcelona, 2 de maig de 1999) fou un escenògraf, cofundador del taller d'escenografia dels Germans Salvador 1949).
S'inicia en el Taller d'Escenografia de Valera i Capsaulines del Carrer de les Tàpies de Barcelona l'any 1926. Després de la Guerra Civil espanyola (1936-1939) on hi va com a voluntari a defensar la República, es reincorpora al món de l'escenografia treballant en diferents tallers fins que l'any 1949 fundà amb el seu germà Josep el Taller d'Escenografia Hermanos Salvador. S'especialitzaren en la pintura escenogràfica de decorats de lloguer per companyies i grups de teatre aficionat de tot Catalunya i realitzaren decorats per a diversos espectacles de l'Avinguda del Paral·lel, especialment Sarsueles. Anys més tard inicià la seva col·laboració amb La Passió de Cervera de la qual n'acaba sent l'únic escenògraf fins a la seva retirada professional. També cal destacar els milers de decorats pintats per les diferents obres de "Els Pastorets" dins el cicle nadalenc. Entre ells cap destacar els decorats dels Pastorets de l'Ametlla de Merola, Berga o Calaf. El seu estil escenogràfic es pot considerar hereu de l'Escola Catalana d'Escenografia iniciada per Maurici Vilomara un segle abans. Caracteritzat per un treball de perspectiva acurat i una gran riquesa cromàtica. Malauradament el material de base utilitzat per les seves obres, el paper, ha fet que s'hagi perdut bona part d'ella, excepció feta dels dipositats al Centre de Documentació i Museu d'Arts Escèniques de Barcelona. A més la seva capacitat pictòrica feia que escasses vegades fes esbossos en color, per tant la millor forma de conèixer la seva obra és a escena. Fou iniciador d'una nissaga continuada pels seus fills Joan i Jordi i per la filla del primer: Helena. Es retirà professionalment l'any 1983 dedicant-se posteriorment a la pintura de cavallet i a la formació artística.

## Premis i distincions
- 1979: "Premi Aplaudiment del Foment de les Arts Decoratives" per la seva tasca en la tradició escenogràfica.[4]

1993: Medalla de plata de las Bellas Artes del Ministeri de Cultura d'Espanya.